# Himalopsyche horai
Himalopsyche horai is een schietmot uit de familie Rhyacophilidae. De soort komt voor in het Oriëntaals gebied.